# Merla austral
La merla austral (Turdus falcklandii) és un ocell de la família dels túrdids (Turdidae).

## Hàbitat i distribució
Habita camp obert, pastures i medi urbà, a les terres baixes de Xile (incloent l'Arxipèlag Juan Fernández), sud de l'Argentina i les Illes Malvines.